# 카메노마에
카메노마에 (일본어: 亀の前 かめのまえ[*], 생몰년 미상)는 헤이안 시대 말기부터 가마쿠라 시대 초기에 살은 여성이다. 료교타로입도(良橋太郎入道)의 딸이다. 미나모토노 요리토모의 애첩이다.

## 인물
가마쿠라 시대에 쓰여진 『아즈마카가미』에 의하면, 카메노마에는 요리토모가 이즈국에서 유배 생활을 하고 있을 무렵부터 섬기고 있었고, 용모가 뛰어나고 온화한 성격으로 요리토모의 마음에 들어, 주에이 원년 (1182년) 봄 무렵부터 몰래 카메노마에를 가마쿠라로 불러들여 총애했다.
요리토모의 정실 호죠 마사코가 만쥬 (후의 미나모토노 요리이에)를 임신하고 있던 주에이 원년 (1182년) 6월, 날이 갈수록 카메노마에에 대한 총애가 깊어진 요리토모는, 그녀를 코츠보 (즈시시)의 나카하라노 미츠이에의 집으로 불러들였다. 소문을 꺼리고 거처를 멀리두었다고 한다.
그 후, 요리토모는 카메노마에를 이이지마 (즈시시)의 후시미 히로츠나의 집으로 옮겨 총애를 계속했다. 8월 12일에 출산한 후, 이 일을 계모인 마키노카타에게 전해 들은 마사코는 격노하여, 11월 10일, 마키노카타의 오빠 마키 무네치카에게 명하여 히로츠나의 집을 파괴하는 우와나리우치를 행하고, 크게 치욕을 주었다. 카메노마에는 히로츠나에게 이끌려, 목숨을 걸고 아부미즈리 (하야마마치)의 오오타와 요시히사의 집으로 도망쳤다.
11월 12일, 화가난 요리토모는 유흥에 따라 아부미즈리에 가, 마키 무네치카를 불러내 질책했다. 무네치카는 얼굴을 땅에 비비고 납작 엎드렸찌만, 분이 풀리지 않은 요리토모는 스스로 무네치카의 머리를 잘라 욕보였고, 무네치카는 울면서 도망쳤다. 이를 안 마사코의 아버지 호죠 토키마사는 매형인 무네치카에 대한 처사에 분노하여 일족을 이끌고 이즈국으로 퇴거하는 소동으로 발전했다.
12월 10일, 카메노마에는 코즈보의 나카하라노 미츠이에의 집으로 옮겼다. 카메노마에는 마사코의 질투를 몹시 두러워했지만, 요리토모의 총애는 더더욱 깊어졌다. 16일, 마사코의 분노가 가라앉지 않아, 후시미 히로츠나는 토토미국으로 유배되었다.
이 소동의 전말이 어떻게 되었는지는 『아즈마카가미』의 주에이 2년 (1183년)이 부분적으로 탈락되었기 때문에 알수 없게 되었다. 그 후 카메노마에도 어떻게 되었는지 알수 없게 되었다.

## 카메노마에가 등장하는 작품

### TV드라마
- 호죠 마사코 (1970년, NET) - 배우 야노 쥰코
- 신 헤이케모노가타리 (1972년, NHK대하드라마) - 배우 타카기 요코
- 풀이 불탄다 (1979년, NHK대하드라마) - 배우 유우키 시노부
- 요시츠네 (2005년, NHK대하드라마) - 배우 마츠시마 나호미
- 가마쿠라도노의 13인 (2022년, NHK대하드라마) - 배우 에구치 노리코

### 내용주
1. ↑  『아즈마카가미』 글 속의 날짜는 모두 음력.
2. ↑  그 배경으로서는, 마사코의 질투심 뿐만 아니라, 이즈의 작은 토호에 지나지 않는 호죠씨의 출신인 마사코는 귀한 혈통인 요리토모의 정실로서는 너무 출신이 낮아, 그 지위는 반드시 안정된 것이 아니었기 때문이라고 생각된다.
3. ↑  이와마 타네(岩間尹)의 『실록삼포당(実録三浦党)』에서는, 다이친지의 개기로 여겨지는 묘오니에 대해 카메노마에와 똑같은 이야기가 묘오니의 이야기로 소개되어있다. 묘오니는 원래 요리토모의 애첩으로 이름은 묘코라고 하며, 우와나리우치 후에는 미사키의 츠바키고쇼로 옮겨 살아 요리토모의 총애를 계속 받아, 요리토모의 사후에는 출가하야 묘오니가 되었고, 츠바키고쇼도 다이친지로 고쳐 요리토모의 명복을 비는 절로 바꾸었다고 여겨진다. (마츠우라 유타카 『미우라 반도의 사적과 전설(三浦半島の史跡と伝説)』). 또한, 『신편상모풍토기고(新編相模風土記稿)』에는 "법명 大椿寺法円妙悟尼, 간기 2년 (1230년) 정월 25일 서거, 미야가와무라에 무덤이 있고, 사기에 묘오니는 요리토모의 아내라고 한다. 요리토모의 부인은 마사코로, 사실 졸년 등도 부합하지 않으며, 이것은 전혀 가마쿠라의 시녀로, 삭발하여 이곳에 살 수 없다"고 기재되어 있다.

## 참고문헌
- 류 스스무 역주 『아즈마카가미 (一)』 이와나미 문고, 1939년.
- 야시로 쿠니지 『아즈마카가미의 연구』 요시카와 홍문관, 1913년

## 같이 보기
- 아즈마카가미